# ألكسنتيرينكاتو

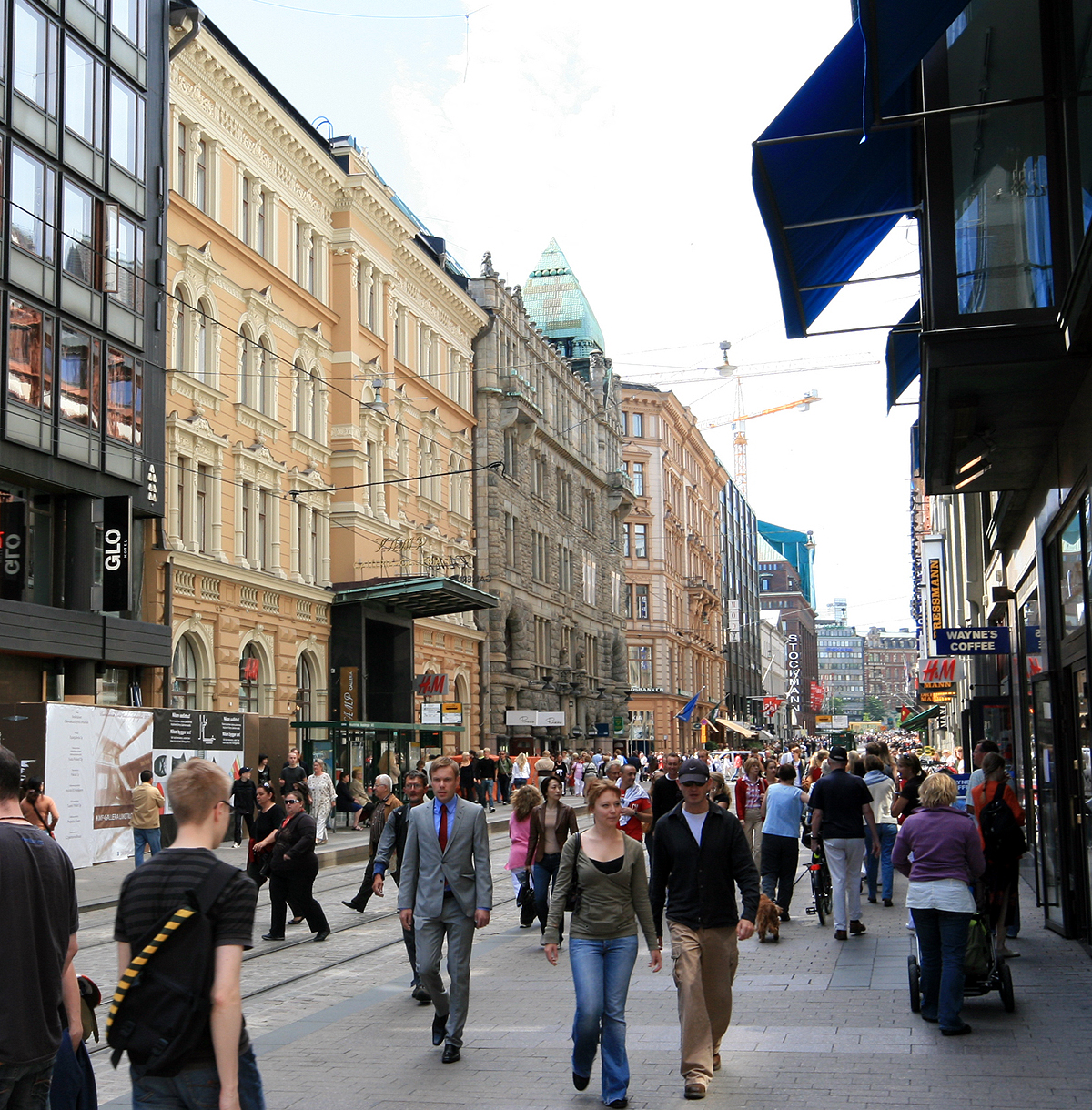
Aleksanterinkatu on Helsingin vilkkain liikekatu.

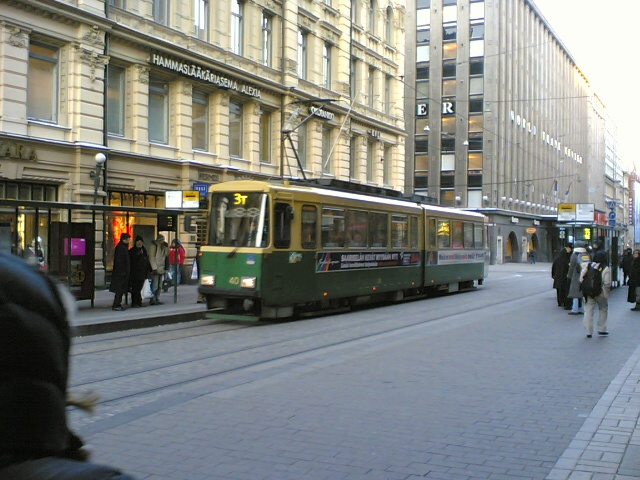
Aleksanterinkadulla on vilkas raitiovaunuliikenne.

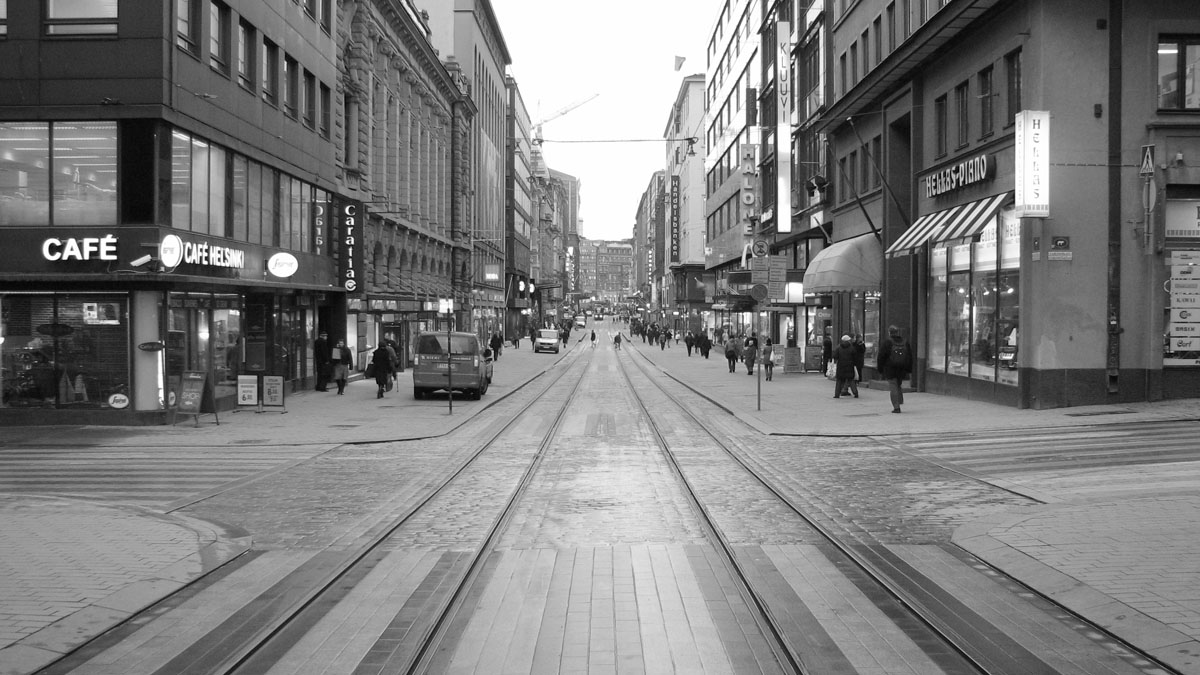
Aleksanterinkatu, länteen päin kuvattuna 14.1.2008.

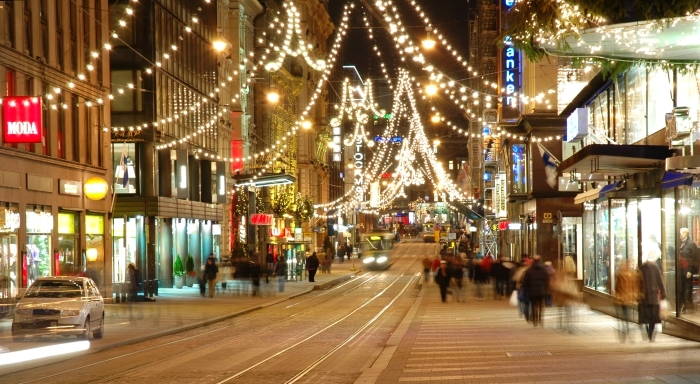
Aleksanterinkadun jouluvalaistus.

ألكسانترينكاتو (بالفنلندية: Aleksanterinkatu؛ شارع ألكسندر) أحد الشوارع في وسط هلسنكي. في خطة المدينة كارل لودفيش إنغل، كان الرئيسي بين الشرق والغرب (باللاتينية:Decumanus Maximus) في المدينة، يقطع الشارع المعمد أونيونينكاتو (شارع الاتحاد) عند زاوية ساحة مجلس الشيوخ.
يبدأ الشارع بالقرب من القصر الرئاسي ويستمر حتى يلتقي بمانرهايميني أطول شوارع هلسنكي. يحوي عدة مباني شهيرة، مثل ريتاريهووني (مقر نبلاء فنلندا)، كاتدرائية هلسنكي، المكتب الفنلندي الرئيسي لمصرف نورديا، المبنى الرئيسي لجامعة هلسنكي، ومتجر ستوكمان.
سـُمي الشارع والمعروف «ألكسي» بعامية هلسنكي، نسبة ألكسندر الأول قيصر روسيا. كان اسمه في الأصل سوركاتو (السويدية: Storgatan)، ومعناها «الشارع الكبير»، ولكن تم تغيير اسمه بعد وفاة الإمبراطور على شرفه. سـُميت الشوارع التي تتقاطع مع ألكسنتيرينكاتو على اسم والدة الإمبراطور، وإخوته وأخواته.
أضواء عيد الميلاد في ألكسانترينكاتو.
في وقت عيد الميلاد، يتم تزين ألكسانترينكاتو تقليدياً بأضواء عيد الميلاد ذات التفاصيل.
تمر خطوط الترام: 3B ،3T ،4،4T ،7A و 7B على طول ألكسانترينكاتو. من هذه، فقط 4 و 4T تجري بطول الشارع بأكمله.
ألكسانترينكاتو هو أيضا اسم الشارع الرئيسي في مدينة أخرى الفنلندية وهي لهتي. هناك أيضا ألكسانترينكاتو في تامبيري وأولو، وهي الشوارع الرئيسية.